# Baek A-yeon
Baek A-yeon (hangul: 백아연; hanja: 白娥娟; Seongnam, Gyeonggi, 11 de março de 1993) é uma cantora e compositora sul-coreana. Ela estreou através da JYP Entertainment em 2012 após finalizar a primeira temporada do K-pop Star como uma das três finalistas.
Em 2 de setembro de 2012, a JYP Entertainment anunciou que Baek Ah Yeon estrearia com seu álbum de estreia "I'm Baek". O cantor Jun. K do 2PM produziu uma canção chamada "Always" e participou em uma canção que é parte do álbum.
Em 5 de setembro, o teaser de sua canção de estreia "Sad Song" foi revelado. Em 10 de setembro, o videoclipe de "Sad Song" composta por Super Changddai com letra de JYP foi revelado no YouTube.

## Discografia

### Mini-álbum
| I'm Baek                                                                                     | - Lançamento: 10 de setembro de 2012 - Gravadora: JYP Entertainment - Formatos: CD, download digital | 11 | 34 | - KOR: 2.148+ |
| "—" indica lançamentos que não figuraram nas paradas ou que não foram lançados nessa região. | |    |    |               |

### Singles promotionais
| 2012                                                                                         | "느린노래 (Sad Song)"            | 2  | 11 | I'm Baek |
| 2012                                                                                         | "머물러요 (Stay)"                | 37 | 47 | I'm Baek |
| 2012                                                                                         | "Love, Love, Love."              | 44 | 65 | I'm Baek |
| 2012                                                                                         | "Always" (feat. Jun. K do 2PM)   | 55 | —  | I'm Baek |
| 2012                                                                                         | "니가 떠나간다 (You're Leaving)" | 59 | —  | I'm Baek |
| "—" indica lançamentos que não figuraram nas paradas ou que não foram lançados nessa região. |                                  |    |    |          |

### Outras canções
| 2012                                                                                         | "아틀란티스 소녀 (Atlantis Princess)" | 154 | —  | SBS K팝 스타 Top 8 (Single Digital)        |
| 2012                                                                                         | "Can't Fight The Moonlight"           | 100 | —  | SBS K팝 스타 Top 7 (Single Digital)        |
| 2012                                                                                         | "Saving All My Love For You"          | 93  | —  | SBS K팝 스타 Top 6 (Single Digital)        |
| 2012                                                                                         | "Run Devil Run"                       | 55  | 97 | SBS K팝 스타 Top 5 (Single Digital)        |
| 2012                                                                                         | "보고싶다 (I Miss You)"               | 23  | 37 | SBS K팝 스타 Top 4 (Single Digital)        |
| 2012                                                                                         | "Ma Boy 2" (feat. Lee Seung-Hoon)     | 50  | 67 | SBS K팝 스타 SPECIAL No.3 (Single Digital) |
| 2012                                                                                         | "잘못했어 (I Was Wrong)"              | —   | —  | SBS K팝 스타 Top 3 (Single Digital)        |
| "—" indica lançamentos que não figuraram nas paradas ou que não foram lançados nessa região. |                                       |     |    |                                            |

### Trilhas sonoras originais
- "Daddy Long Legs" - Cheongdam-dong Alice OST - lançada em 15 de dezembro de 2012[5]
- "Introduction to Love" - When a Man Falls in Love OST - lançada em 10 de abril de 2013[6]

## Filmografia

### Videoclipes
| Ano  | Título da canção | Artista   | Papel     |
| ---- | ---------------- | --------- | --------- |
| 2012 | "Sad Song"       | Ela mesma | Ela mesma |